# Pälbar (arrondissement)
Pälbar Dzong (Chinees: Banbar Xian) is een arrondissement in de prefectuur Chamdo in de Tibetaanse Autonome Regio, China. De hoofdplaats is het gelijknamige Pälbar.
Het heeft een oppervlakte van 8894 km² en in 1999 telde het 29.337 inwoners. De gemiddelde hoogte is 3800 meter. De gemiddelde jaarlijkse temperatuur is 3,9 °C en jaarlijks valt er gemiddeld 600 mm neerslag.